# São Félix do Tocantins
São Félix do Tocantins est une municipalité brésilienne située dans l'État du Tocantins.